# Peligro
Peligro (pl. Zagrożenie) - drugi album Shakiry nagrany i wydany w 1993 roku w całości wykonywany po hiszpańsku. Sprzedano 1200 sztuk.

## Lista utworów
1. Eres
2. Último Momento
3. Tu Serás La Historia De Mi Vida
4. Peligro
5. Quince Años
6. Eterno Amor
7. Controlas Mi Destino
8. Este Amor Es Lo Mas Bello Del Mundo
9. 1968
10. Brujería